# NK Osijek Riserve
Il Nogometni Klub Osijek 2. momčad (2ª squadra del NK Osijek), conosciuto semplicemente come Osijek II, è la squadra che ha sostituito, a partire dal 29 marzo 2016, la formazione under 19 dell'Osijek.

## Storia
Al pari delle seconde squadre del Rijeka, Dinamo Zagabria e Hajduk Spalato viene iscritta in terza divisione e non può partecipare alla Coppa Nazionale né essere promossa nella stessa categoria della prima squadra. L'iscrizione in terza divisione è stata agevolata dal fatto che il girone Est era rimasto in numero dispari a causa del ritiro del Podravina Ludbreg, ed è stata ratificata nella riunione del 26 giugno 2016 a Ivankovo.
La prima partita è stata disputata contro il Valpovka ed è arrivata la prima vittoria (4-0) con reti di Nikola Mandić, Lovro Anić e Tomislav Štrkalj (quest'ultimo doppietta).

## Allenatori
- 2016-2017  Tomislav Steinbrückner
- 2017-2019  Dino Skender
- 2019  Ronald Grnja
- 2019-2021  Igor Tolić
- 2021-2021  Tomislav Radotić
- 2022-presente  Hrvoje Kurtović

## Palmarès

### Competizioni nazionali
- Treća HNL: 1

2017-2018 (girone Est)

## Strutture

### Stadio
L'Osijek II disputa le partite interne allo Stadio Gradski vrt, casa anche della prima squadra. Nella prima stagione aveva utilizzato anche lo stadio Zeleno Polje a Donji grad (un quartiere di Osijek).